# Australijska Partia Pracy
Australijska Partia Pracy (Australian Labor Party, ALP) – australijska partia polityczna o profilu socjaldemokratycznym, założona w 1901 i tradycyjnie blisko związana ze środowiskami związkowymi. ALP jest najstarszą istniejącą do dzisiaj partią polityczną w Australii i zarazem głównym ugrupowaniem lewicowym w tym kraju. Od drugiej dekady XX wieku jest jedną z dwóch głównych sił politycznych, które wymieniają się u steru władzy na szczeblu federalnym (drugą stanowi prawica, od połowy lat 40. XX wieku zorganizowana w dwóch pozostających w trwałej koalicji ugrupowaniach - Liberalnej Partii Australii i Narodowej Partii Australii).
Od grudnia 2007 ALP cieszy się statusem partii rządzącej na szczeblu federalnym, tworząc początkowo gabinet Kevina Rudda, a następnie pierwszy i drugi gabinet Julii Gillard. Po przegranych przez dotychczasową premier wyborów o przywództwo w partii, w czerwcu 2013 premierem Australii ponownie został Kevin Rudd.
Po przegranych wyborach parlamentarnych w 2013 r. Partia Pracy przeszła do opozycji, a jej nowym liderem federalnym został Bill Shorten wyłoniony w wyborach wewnątrzpartyjnych w październiku 2013 roku. W 2019 roku nowym liderem partii został Anthony Albanese. 21 maja 2022 Partia Pracy wygrała wybory parlamentarne, zdobywając większość mandatów. Premierem po zwycięstwie laburzystów został Anthony Albanese. Po wyborach 3 maja 2025 ALP powiększyła swoją reprezentację zarówno w Izbie Reprezentantów, jak i Senacie co umożliwiło jej samodzielne utworzenie rządu, na którego czele ponownie stanął Anthony Albanese.

## Liderzy federalni
Do powstania Związku Australijskiego w 1901, ALP nie posiadała lidera obejmującego swą władzą całą Australię, stanowiła raczej luźny związek lokalnych Partii Pracy działających w poszczególnych koloniach.
- 1901–1907: Chris Watson (premier w roku 1904)
- 1907–1915: Andrew Fisher (premier w latach 1908–1909, 1910-1913 i 1914-1915)
- 1915–1916: Billy Hughes (premier w latach 1915–1923, w 1916 w wyniku rozłamu w partii został wyrzucony z niej wraz z grupą swych sympatyków)
- 1916–1922: Frank Tudor
- 1922–1928: Matthew Charlton
- 1928–1935: James Scullin (premier w latach 1929–1932)
- 1935–1945: John Curtin (premier w latach 1941–1945)
- 1945: Frank Forde (premier w roku 1945)
- 1945–1951: Ben Chifley (premier w latach 1945–1949)
- 1951–1960: Herbert Vere Evatt
- 1960–1967: Arthur Calwell
- 1967–1977: Gough Whitlam (premier w latach 1972–1975)
- 1977–1983: Bill Hayden
- 1983–1991: Bob Hawke (premier w latach 1983–1991)
- 1991–1996: Paul Keating (premier w latach 1991–1996)
- 1996–2001: Kim Beazley
- 2001–2003: Simon Crean
- 2003–2005: Mark Latham
- 2005–2006: Kim Beazley
- 2006–2010: Kevin Rudd (premier w latach 2007–2010)
- 2010–2013: Julia Gillard (premier w latach 2010–2013)
- 2013: Kevin Rudd (ponownie premier w roku 2013)
- 2013–2019: Bill Shorten
- od 2019: Anthony Albanese (premier od 2022)